# Pson Zubaboy
Pour les articles homonymes, voir Palila.
 (novembre 2022).
Si vous disposez d'ouvrages ou d'articles de référence ou si vous connaissez des sites web de qualité traitant du thème abordé ici, merci de compléter l'article en donnant les références utiles à sa vérifiabilité et en les liant à la section « Notes et références ».
Paty Palila, plus connu sous son nom de scène Pson Zubaboy, né le 21 avril 1995 à Kalemie, alors au Zaïre (aujourd’hui la république démocratique du Congo), est un chanteur, danseur, auteur-compositeur-interprète, et producteur de musique congolais,.

## Biographie
Pson Zubaboy, né le 21 avril 1995 à Kalemie, est un artiste congolais qui se distingue en tant que chanteur, compositeur, danseur et interprète d'afrobeat.
Il est l'un des fondateurs de Zubaboy Music. Pson Zubaboy connaît un succès notable à Lubumbashi, occupant à deux reprises la première place du classement des singles locaux. En 2021, son titre "Yu" domine les charts, faisant de lui l'artiste le plus diffusé à la télévision et à la radio locales cette année-là. En 2021, il est également l'artiste le plus écouté sur Spotify à Lubumbashi ,.

## Carrière
Son premier album, Classik, sorti le 6 septembre 2024, mêle plusieurs styles : Rumba,Amapiano, Afrobeat,.
L'album rend hommage aux musiciens congolais qui ont marqué son enfance.Pson Zubaboy ambitionne de devenir l'un des plus grands artistes congolais, portant le flambeau de l'industrie musicale du pays,.
Concert à Paris (France) le 20 novembre 2024. Pson Zubaboy se distingue par sa diversité stylistique et son refus de s'aligner sur les autres musiciens congolais,.

## Discographie
- 2014 : Azama

- 2018 : Beautiful Thing

- 2018 : Kapata

- 2019 : Kosa

- 2019 : Douceur

- 2019 : Tika baloba

- 2020 : Butamu

- 2020 : Sabu

- 2020 : Love

- 2021 : Yu

- 2021 : Nadaye

- 2022 : Toluka Mbongo
- 2022 : Shaya
- 2023 : Furah

## Récompenses
- Grand prix du projet Mazingira[1]